# Chrysophyta
Le Chrysophyta  sono un gruppo di organismi unicellulari autotrofi marini raggruppati in tre classi:
- Chrysophyceae - alghe dorate
- Xantophyceae - alghe giallo verdi
- Bacillariophyceae - Diatomee

La classificazione attuale prevede la divisione in quattro classi del phylum Heterokontophyta:
- Chrysophyceae - alghe dorate
- Xantophyceae - alghe giallo verdi
- Bacillariophyceae - Diatomee
- Phaeophyceae - Alghe brune

Contengono clorofilla A ed C, carotenoidi e fucoxantina.

La loro sostanza di riserva è la crisolaminarina (un polisaccaride idrosolubile).

## Parete
La parete può essere costituita da fibrille di cellulosa intrecciate,
talora con incrostazioni minerali di tipo siliceo.

## Diatomee
Le Diatomee non sono dotate di flagelli.

Hanno una parete silicea opale detta frustolo, costituita da due valve con un solco detto rafe.

Possono essere pennate (simmetria bilaterale), bentoniche o centriche (simmetria raggiata) pelagiche.

Si muovono grazie a dei corpi cristallini estroflessi dal rafe, ai quali la diatomea si avvicina tramite una briglia citoplasmatica, che durante il movimento si accorcia.

Le diatomee costituiscono la farina fossile.

## Riproduzione
La riproduzione asessuale è quella prevalente, e si attua anche per mezzo di zoospore.